# Gran Premio motociclistico degli Stati Uniti d'America 2007
Il Gran Premio motociclistico degli Stati Uniti d'America 2007, corso il 22 luglio, è stato l'undicesimo Gran Premio della stagione 2007 e come altre volte in precedenza ha visto gareggiare solo la classe MotoGP nella quale ha vinto la Ducati di Casey Stoner.

## MotoGP

### Qualifiche
Durante le prove del venerdì un incidente ha coinvolto Alex Hofmann e Sylvain Guintoli, con conseguenze negative per il primo che ha dovuto rinunciare alla corsa, lasciando il posto in sella alla Ducati Desmosedici del team Pramac d'Antin a Chaz Davies

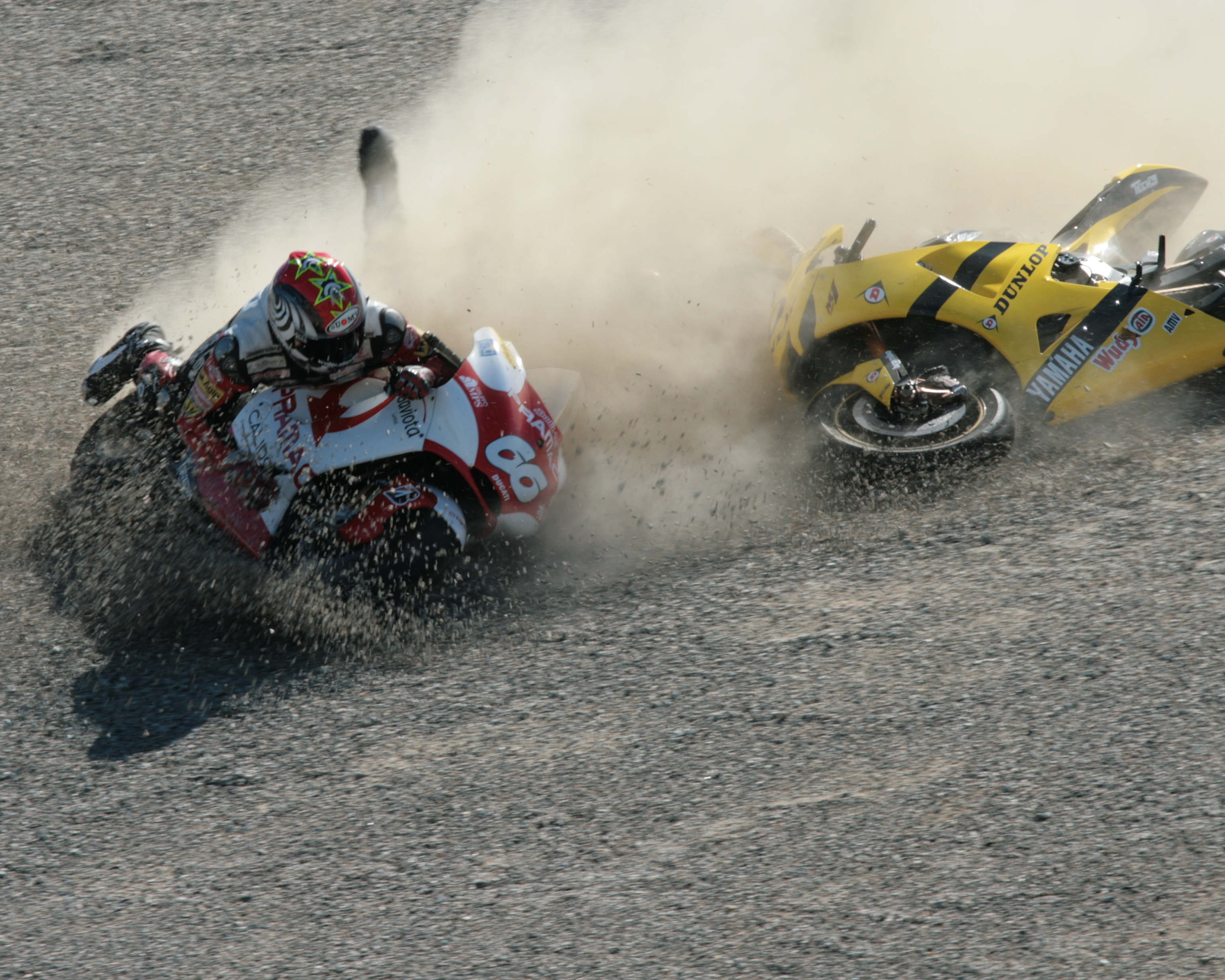
L'incidente a Hofmann del venerdì

| Pos. | Pilota                      | Tempo    |
| ---- | --------------------------- | -------- |
| 1.   | Casey Stoner (Ducati)       | 1:22.292 |
| 2.   | Daniel Pedrosa (Honda)      | 1:22.501 |
| 3.   | Chris Vermeulen (Suzuki)    | 1:22.590 |
| 4.   | Nicky Hayden (Honda)        | 1:22.624 |
| 5.   | Valentino Rossi (Yamaha)    | 1:22.683 |
| 6.   | Loris Capirossi (Ducati)    | 1:22.914 |
| 7.   | John Hopkins (Suzuki)       | 1:22.933 |
| 8.   | Colin Edwards (Yamaha)      | 1:22.943 |
| 9.   | Shin'ya Nakano (Honda)      | 1:23.006 |
| 10.  | Marco Melandri (Honda)      | 1:23.018 |
| 11.  | Makoto Tamada (Yamaha)      | 1:23.036 |
| 12.  | Anthony West (Kawasaki)     | 1:23.091 |
| 13.  | Randy de Puniet (Kawasaki)  | 1:23.113 |
| 14.  | Sylvain Guintoli (Yamaha)   | 1:23.207 |
| 15.  | Carlos Checa (Honda)        | 1:23.263 |
| 16.  | Roger Lee Hayden (Kawasaki) | 1:23.425 |
| 17.  | Alex Barros (Ducati)        | 1:23.557 |
| 18.  | Kurtis Roberts (KR212V)     | 1:23.662 |
| 19.  | Miguel Duhamel (Honda)      | 1:23.923 |
| 20.  | Chaz Davies (Ducati)        | 1:24.098 |

### Gara

#### Arrivati al traguardo
| Pos | Nº | Pilota           | Squadra              | Motocicletta | Giri | Tempo     | Griglia | Punti |
| --- | -- | ---------------- | -------------------- | ------------ | ---- | --------- | ------- | ----- |
| 1   | 27 | Casey Stoner     | Ducati Team          | Ducati       | 32   | 44:20.325 | 1       | 25    |
| 2   | 71 | Chris Vermeulen  | Rizla Suzuki         | Suzuki       | 32   | +9.865    | 3       | 20    |
| 3   | 33 | Marco Melandri   | Honda Gresini        | Honda        | 32   | +25.641   | 10      | 16    |
| 4   | 46 | Valentino Rossi  | Fiat Yamaha          | Yamaha       | 32   | +30.664   | 5       | 13    |
| 5   | 26 | Daniel Pedrosa   | Repsol Honda         | Honda        | 32   | +35.622   | 2       | 11    |
| 6   | 14 | Randy de Puniet  | Kawasaki Racing      | Kawasaki     | 32   | +38.306   | 13      | 10    |
| 7   | 13 | Anthony West     | Kawasaki Racing      | Kawasaki     | 32   | +41.422   | 12      | 9     |
| 8   | 6  | Makoto Tamada    | Dunlop Yamaha Tech 3 | Yamaha       | 32   | +42.355   | 11      | 8     |
| 9   | 4  | Alex Barros      | Pramac d'Antin       | Ducati       | 32   | +43.520   | 17      | 7     |
| 10  | 95 | Roger Lee Hayden | Kawasaki Racing      | Kawasaki     | 32   | +43.720   | 16      | 6     |
| 11  | 5  | Colin Edwards    | Fiat Yamaha          | Yamaha       | 32   | +47.376   | 8       | 5     |
| 12  | 56 | Shin'ya Nakano   | Konica Minolta Honda | Honda        | 32   | +52.848   | 9       | 4     |
| 13  | 50 | Sylvain Guintoli | Dunlop Yamaha Tech 3 | Yamaha       | 32   | +58.410   | 14      | 3     |
| 14  | 7  | Carlos Checa     | Honda LCR            | Honda        | 32   | +1'15.366 | 15      | 2     |
| 15  | 21 | John Hopkins     | Rizla Suzuki         | Suzuki       | 30   | +2 giri   | 7       | 1     |
| 16  | 57 | Chaz Davies      | Pramac d'Antin       | Ducati       | 29   | +3 giri   | 20      |       |

#### Ritirati
| Nº | Pilota          | Squadra       | Motocicletta | Giri | Griglia |
| -- | --------------- | ------------- | ------------ | ---- | ------- |
| 1  | Nicky Hayden    | Repsol Honda  | Honda        | 22   | 4       |
| 17 | Miguel Duhamel  | Honda Gresini | Honda        | 10   | 19      |
| 80 | Kurtis Roberts  | Team Roberts  | KR212V       | 5    | 18      |
| 65 | Loris Capirossi | Ducati Team   | Ducati       | 3    | 6       |

### Classifiche

#### Classifica Piloti
| Pos. | Pilota           | Punti |
| ---- | ---------------- | ----- |
| 1.   | Casey Stoner     | 221   |
| 2.   | Valentino Rossi  | 177   |
| 3.   | Daniel Pedrosa   | 155   |
| 4.   | Marco Melandri   | 113   |
| 5.   | Chris Vermeulen  | 111   |
| 6.   | John Hopkins     | 102   |
| 7.   | Colin Edwards    | 93    |
| 8.   | Loris Capirossi  | 77    |
| 9.   | Alex Barros      | 76    |
| 10.  | Nicky Hayden     | 73    |
| 11.  | Alex Hofmann     | 60    |
| 12.  | Randy de Puniet  | 52    |
| 13.  | Toni Elías       | 49    |
| 14.  | Makoto Tamada    | 31    |
| 15.  | Carlos Checa     | 29    |
| 16.  | Anthony West     | 29    |
| 17.  | Shin'ya Nakano   | 28    |
| 18.  | Sylvain Guintoli | 22    |
| 19.  | Kurtis Roberts   | 8     |
| 20.  | Roger Lee Hayden | 6     |
| 21.  | Michel Fabrizio  | 6     |
| 22.  | Fonsi Nieto      | 5     |
| 23.  | Olivier Jacque   | 4     |
| 24.  | Kenny Roberts Jr | 4     |

#### Classifica Costruttori
| Pos. | Costruttore | Punti |
| ---- | ----------- | ----- |
| 1.   | Ducati      | 233   |
| 2.   | Yamaha      | 197   |
| 3.   | Honda       | 190   |
| 4.   | Suzuki      | 151   |
| 5.   | Kawasaki    | 74    |
| 6.   | KR212V      | 12    |

#### Classifica Squadre
| Pos. | Squadra              | Punti |
| ---- | -------------------- | ----- |
| 1.   | Ducati Marlboro      | 298   |
| 2.   | Fiat Yamaha          | 270   |
| 3.   | Repsol Honda         | 228   |
| 4.   | Rizla Suzuki         | 217   |
| 5.   | Honda Gresini        | 168   |
| 6.   | Pramac d'Antin       | 136   |
| 7.   | Kawasaki Racing      | 88    |
| 8.   | Dunlop Yamaha Tech 3 | 52    |
| 9.   | Honda LCR            | 29    |
| 10.  | Konica Minolta Honda | 29    |
| 11.  | Team Roberts         | 12    |